# Кондаков, Виктор Александрович
Ви́ктор Алекса́ндрович Кондако́в (5 марта 1920 года, Обольяниновка — 13 октября 1944 года, Каунас) — летчик-штурмовик, Герой Советского Союза.

## Биография
Родился 5 марта 1920 года в деревне Обольяниновка (позднее Кондаково) Автономной области немцев Поволжья Саратовской губернии РСФСР (ныне территория Красноармейского района Саратовской области) в семье крестьянина. Русский.
В 1933 году окончил 7 классов неполной средней школы № 13 в городе Энгельсе, а в 1935 году — школу ФЗУ, после чего работал токарем в инструментальном цехе Саратовского завода комбайнов, совмещая работу с учёбой в аэроклубе, которую закончил в 1937 году.
С 1938 года в рядах Красной Армии. В 1939 году окончил Энгельсскую военную авиационную школу пилотов. В 1939—1940 годах служил в ней инструктором по теории и технике пилотирования, затем был переведён на ту же должность в Ташкентскую военную школу стрелков-бомбардиров.
В Великой Отечественной войне участвовал с ноября 1941 года по октябрь 1944 года на Северо-Западном, Юго-Западном, Южном, 4-м Украинском и 3-м Белорусском фронтах, последовательно занимая должности командира звена, заместителя командира и командира эскадрильи, штурмана полка.
Принимал участие в обороне Ленинграда и Сталинграда, в разгроме врага на реке Миус, в Донбассе, Крыму, Белоруссии и Литве.
Все боевые вылеты Кондаков, в качестве ведущего группы, выполнял с большой точностью бомбометания и штурмовки, с высоким искусством ведения воздушного боя, как с бомбардировщиками, так и истребителями противника.
2 августа 1943 года во время боёв в Донбассе эскадрилья Кондакова первой на Южном фронте применила специальные зажигательные бомбы, уничтожив в тот день 13 вражеских танков.
20 августа 1943 года группа из 11 штурмовиков Ил-2, возглавляемая Кондаковым, получила задачу уничтожить танки противника, сосредоточенные в районе села Саур-Могильский для контрудара по войскам Южного фронта, прорвавшим вражескую оборону на реке Миус. При подходе к цели Кондаков обнаружил до 50 бомбардировщиков Ju-87, которые под прикрытием 4 истребителей перестраивались в боевой порядок над районом села Криничка, занятым нашими частями. По сигналу Кондакова штурмовики, пользуясь преимуществом в высоте, на большой скорости врезались в боевые порядки немецких пикировщиков. Кондаков атаковал ведущего. «Юнкерс» в крутом пикировании пытался уйти из-под удара, но пулемётно-пушечной очередью с близкой дистанции Кондаков зажёг Ju-87, который упал в районе села Криничка. Вслед за первым «Юнкерсом» метким огнём советских лётчиков было сбито ещё 5 бомбардировщиков и 1 истребитель. Поспешно сбросив бомбы на свои войска, остальные «Юнкерсы» покинули район боя. Успешно завершив воздушный бой, эскадрилья Кондакова нанесла удар по танковой группировке противника.
25 августа 1943 года самолёт старшего лейтенанта Кондакова был подбит истребителями противника и благополучно совершил посадку вблизи командного пункта 8-й воздушной армии.
Ожесточённый бой советских штурмовиков с бомбардировщиками противника произошёл и 30 августа 1943 года в районе Ново-Натальевки. В этом воздушном бою группой Кондакова было сбито 8 вражеских самолётов, в том числе 2 «Юнкерса» лично Кондаковым и один Ме-109 его воздушным стрелком.
30 сентября 1943 года в районе Розенталь группа старшего лейтенанта Кондакова обнаружила 2 группы бомбардировщиков Ju-87 по 30 машин в каждой. Советские лётчики в строю «клин из пар» с набором высоты ринулись навстречу врагу. Первым обстрелял «Лапотников» ведущий. Вслед за ним с дистанции 50-100 метров открыли огонь и ведомые. В этом бою противник недосчитался 3-х самолётов.
11 апреля 1944 года 6 «Ильюшиных» во главе с Кондаковым в районе села Шевченко точными бомбардировочно-штурмовыми ударами уничтожили за 23 минуты боя 10 танков и подавили 2 батареи противника.
От командующего воздушной армией генерала Хрюкина Тимофея Тимофеевича тут же была получена телеграмма: «Группа Кондакова сражалась отлично. Всем лётчикам и лично Кондакову объявляю благодарность».
Лётчик-штурмовик выполнил около 160 боевых вылетов, но дожить до дня Победы ему не пришлось.
13 октября 1944 года гвардии майор В. А. Кондаков умер от ранений, полученных несколькими днями ранее, когда его самолёт был подбит.
Звание Героя Советского Союза посмертно присвоено указом Президиума Верховного Совета СССР 26 октября 1944 года за 160 успешных бомбардировочно-штурмовых ударов по врагу, 5 лично сбитых самолётов противника и проявленные доблесть и мужество.
Похоронен в Каунасе.

## Награды
Награждён орденами Ленина, Красного Знамени (трижды), Александра Невского, Отечественной войны 2-й степени; медалью «3а оборону Сталинграда».

## Память
- На могиле установлен памятник;
- В городе Красноармейск Саратовской области у монумента Вечной Славы — мемориальная доска;
- Именем Героя названы деревня, в которой он родился (в настоящее время не существует). В 1951 году решением Энгельсского горисполкома ул. Нижняя была переименована в ул. имени Кондакова, а на доме № 1, где жила мать Героя, установлена мемориальная доска.
- В 2003 году В. А. Кондаков был удостоен звания «Почётный гражданин Энгельсского муниципального района» (посмертно).